# Тюремный рок
«Тюремный рок» (другой вариант — Кандальный рок (англ. Jailhouse Rock) — американский чёрно-белый художественный фильм 1957 года режиссёра Ричарда Торпе, с Элвисом Пресли в главной роли. Выпущен кинокомпанией «Metro-Goldwyn-Mayer» 17 октября 1957 г.
Фильм назван по песне музыканта — Jailhouse Rock, занимающей #67 позицию в списке 500 величайших песен всех времён по версии журнала Rolling Stone.
Слоган фильма: «Элвис в движении как никогда прежде!» (англ. Elvis in Action as Never Before!)
В 2004 году Библиотека Конгресса США внесла фильм в Национальный реестр фильмов как фильм, имеющий «культурно-историческое или эстетическое значение».

## Сюжет

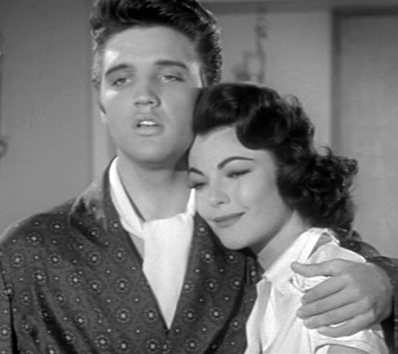
Элвис Пресли и Джуди Тайлер (кадр из фильма)

Винс Эверетт (Элвис Пресли), случайно убивший человека, попадает в тюрьму. В тюрьме Эверетт встречает Ханка Хотона (Микки Шонесси), с которым его свяжут тесные приятельские отношения. Хотон, как бывший певец кантри, научит Эверетта игре на гитаре и исполнению песен.
После освобождения из тюрьмы Эверетт пытается пойти работать певцом в ночных клубах, но слушатели там больше заняты разговорами и выпивкой, что сильно раздражает Эверетта, и в конце концов приводит к тому, что он просто разбивает свою гитару о столик одного из посетителей и уходит, хлопнув дверью. В клубе он встречает Пегги Ван Алден (Джуди Тайлер), работающую в небольшой компании грамзаписи, которая предлагает Эверетту записать его песни. После отказа и обмана руководителя фирмы, на котором работала Пегги, она и Эверетт создают свой собственный лейбл, на котором получают возможность беспрепятственно выпустить записи Эверетта. Теперь молодого музыканта ждёт признание, богатство и всеобщая известность. Но успех молодого исполнителя омрачается сложными отношениями с Пегги.
В это время в жизнь Эверетта возвращается его тюремный приятель Хотон. Он не готов содействовать Эверетту.
По фильму Эверетт является воплощением испорченной звезды[уточнить], неприветливого, необщительного, агрессивного человека, смотрящего на всё вокруг него либо с жестокостью, либо с застенчивостью, особенно по отношению к Пегги и Хотону. Из-за нежелания прийти ко взаимному согласию между Эвереттом и Хотоном происходит драка, в результате которой Эверетт повреждает голосовые связки, что может навсегда лишить его способности петь.
В больнице происходит примирение между Эвереттом и Хотоном и объяснение с Пегги. В финальной сцене фильма Эверетт впервые после выздоровления пробует запеть как прежде, ему это удается, и в песне он объясняется Пегги в любви.

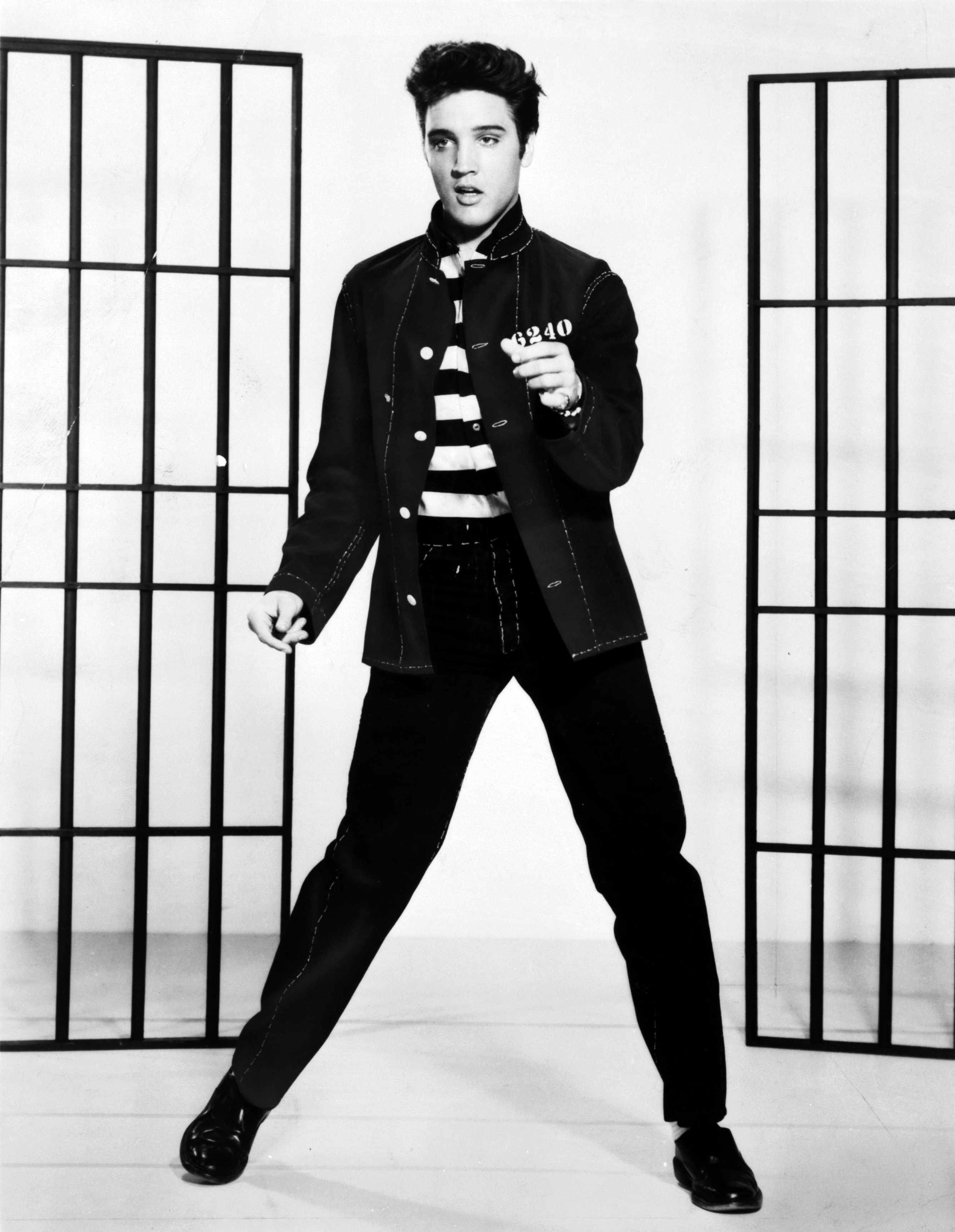
Кадр известной танцевальной сцены

Фильм стал первым из двух кинофильмов Элвиса (второй фильм — Да здравствует Лас-Вегас!), выпущенных в формате домашнего видео, когда-либо распространяемого в США (то есть Beta, VHS, CED Disc, Laserdisc, DVD, HD DVD, Blu-Ray) и получил наибольшую известность, в первую очередь, благодаря танцевальным сценам. Известная сцена, в которой Элвис поёт заглавную песню, танцуя с другими «заключёнными» в тюремной камере, названа самой захватывающей и лучшей музыкальной сценой из 30 кинофильмов Пресли. Некоторые музыкальные критики ознаменовали её первым опытным образцом современного музыкального видео.
В 2007 году элементы танца Пресли были дублированы американской поп-певицей Бритни Спирс на церемонии музыкального награждения MTV «MTV Video Music Awards».
- Пара красивых женских ног, появляющихся в одном из эпизодов встречи Пресли и Джуди Тайлер, принадлежат актрисе и модели Глории Полл[источник не указан 1609 дней].
- Во время съёмок «Тюремного рока» Элвис вдохнул в лёгкие фарфоровую коронку-насадку. По иронии судьбы, в этом фильме он играл рок-н-ролльщика, который временно теряет голос.[2]
- В августе 2007 года фильм вошёл в коллекционное DVD-издание «Deluxe Edition» в комплекте с дополнительными видеоматериалами.
- Журнал «Empire magazine» поместил кинофильм Тюремный рок на 495-е место в списке 2008 года — «500 величайших кинофильмов всех времён».[3]

В 2004 году в Библиотека Конгресса США внесла фильм в Национальный реестр фильмов (англ. National Film Registry) как фильм, имеющий «культурно-историческое или эстетическое значение». Фильм назван по песне музыканта — Jailhouse Rock, занимающей #67 позицию в списке 500 величайших песен всех времён по версии журнала Rolling Stone.

## В ролях
- Элвис Пресли — Винс Эверетт
- Джуди Тайлер — Пегги Ван Алден
- Микки Шонесси — Ханк Хотон
- Вон Тейлор — мистер Шорес, адвокат
- Дженифер Холден — Шерри Уилсон
- Дин Джонс — Тедди Тэлбот
- Энн Нейланд — Лаура Джексон
- Билл Хикман — охранник
- Гленн Стрейндж — Мэтт, заключённый (в титрах не указан)
- Кэтрин Уоррен — миссис Вэн Олден (в титрах не указана)

## Саундтрек
См. Jailhouse Rock (альбом)

## Съёмки
Джуди Тайлер, сыгравшая одну из главных ролей, погибла в автокатастрофе спустя несколько недель после окончания съёмок фильма, в возрасте 24 лет. Пресли был настолько потрясён гибелью Джуди, что отказался когда-либо посмотреть законченный фильм.

## Даты премьер
- США — 17 октября 1957
- США — 8 ноября 1957
- Австралия — 27 февраля 1958
- Швеция — 14 марта 1958
- Германия — 5 апреля 1958
- Норвегия — 21 апреля 1958
- Финляндия — 23 мая 1958
- Дания — 2 ноября 1959
- Финляндия — 9 декабря 1977 (переиздание)